# Левин, Кирик Никитич
Кирик Никитич Левин (1876—1922) — публицист, педагог.

## Биография
Родился в бедной крестьянской семье.
Окончил Череповецкую учительскую семинарию и до середины 1890-х годов работал в деревне, приобщая крестьян по намеченной им программе к русской литературе. По личным наблюдениям написал статью «Как относится деревня к художественным произведениям? (Из личных впечатлений)» (1897). С 1896 года служил учителем школы при приюте великой княгини Екатерины Михайловны в Петербурге, выступал в газетах с «передовыми статьями по общим вопросам, главным образом по народному образованию». Сблизился с редакцией газеты «Сын отечества», прежде всего с С. Н. Кривенко; из других идеологов «теории малых дел» заметно влияние Я. В. Абрамова, с которым Левин также был знаком лично. В 1898 году переехал в Тамбов на должность репетитора Сиротского дома. Организовал систематические чтения для учащихся, направленные, по его словам, к «насаждению правильных и здравых понятий о добре, справедливости и истине». Изучая воздействие литературы на духовную жизнь юношества, написал об этом статью «Что читает и чем интересуется учащаяся молодёжь» (1903). В столичной периодике освещал общественную жизнь провинции, пытался заниматься беллетристикой, но «всей душой, страстно… отдаться литературе» не мог (не имел возможности оставить педагогическое поприще, которое освобождало от призыва в армию). Важную роль в его умонастроениях этого времени играли переписка и встречи с И. А. Порошиным, А. И. Эртелем и особенно с жившим подолгу в Тамбове А. М. Жемчужниковым.
«Тенденциозная» педагогическая деятельность, активное участие в просветительской работе Тамбовского земства, разоблачительные выступления в печати, связи с местными революционными кружками и петербургской группой «Рабочее дело» обратили на Левина внимание властей. В 1900 году над ним был установлен негласный надзор полиции; в 1902 году его уволили со службы. Во время поездок по стране в поисках места состоялось знакомство с М. Горьким, укрепившееся в начале 1-й мировой войны, когда Левин вёл общеобразовательный кружок, в котором занимался сын Горького Максим.
С ноября 1902 года Левин — преподаватель русской литературы и истории на курсах для рабочих при тверской мануфактуре В. А. Морозовой; читает публичные лекции в Твери и Москве; участвует в работе Тверского комитета РСДРП. Арестован 7 ноября 1903 года по обвинению в «систематической пропаганде среди рабочих социалистических идей» и заключён в московскую Таганскую тюрьму. В июне 1904 года выслан на пять лет в Вологодскую губернию; жил в Грязовце, затем в Вологде, печатал корреспонденции в «Русском слове» и других газетах. Освободившись по манифесту 17 октября 1905 года, приехал в Москву и примкнул к большевикам. Занимался организацией учительского союза, избирался в Центральное бюро московских профсоюзов, входил в литературно-лекторскую группу при МК РСДРП (M. Н. Покровский, H. А. Рожков, И. И. Скворцов-Степанов и др.), являясь «видным и весьма серьезным деятелем», чьё влияние, по мнению московского градоначальника, «обнаруживается постоянно в Москве во всех партийных начинаниях».
Писал по вопросам текущей политики в газетах «Борьба», «Наше эхо», «Светоч», сборниках «Текущий момент», «Вопросы дня», «Истина». Выпустил несколько популярных книг и брошюр, в том числе «Первый борец за свободу русского народа. Жизнь и деятельность А. Н. Радищева» (1906). В 1908 году Левин получил аттестат зрелости и в том же году поступил историко-филологический факультет Императорского Московского университета, который окончил в 1914 году. В университете занимался изучением А. И. Герцена, опубликовал в 1912—1916 годах в журналах «Просвещение», «Голос минувшего», «Вестник воспитания» и «Летопись» ряд статей, составивших основу книги «А. И. Герцен. Личность. Идеология» (1918). В 1914 году вышла книга Левина «Русская история в простых рассказах».
В 1915—1918 годах Левин служил в организации по снабжению армии снарядами (Организация С. Н. Ванкова). В 1917 году вступил в партию социал-демократов интернационалистов. Один из руководителей Наркомпроса (1918—1920), возглавлял отдел подготовки учителей, печатался в журналах «Народное образование» и «Народное просвещение». Был одним из ведущих сотрудников издательства «Денница», редактировал серию «Книги для детей». В 1920 году заболел психически в результате физического и нервного истощения.
Скончался 30 сентября 1922 года на Канатчиковой даче.

### Семья
Был женат, растили дочь.